# Vestone
Vestone (Vistù in dialetto bresciano) è un comune italiano di 4 162 abitanti della provincia di Brescia in Valle Sabbia, Lombardia.

## Geografia fisica

### Territorio

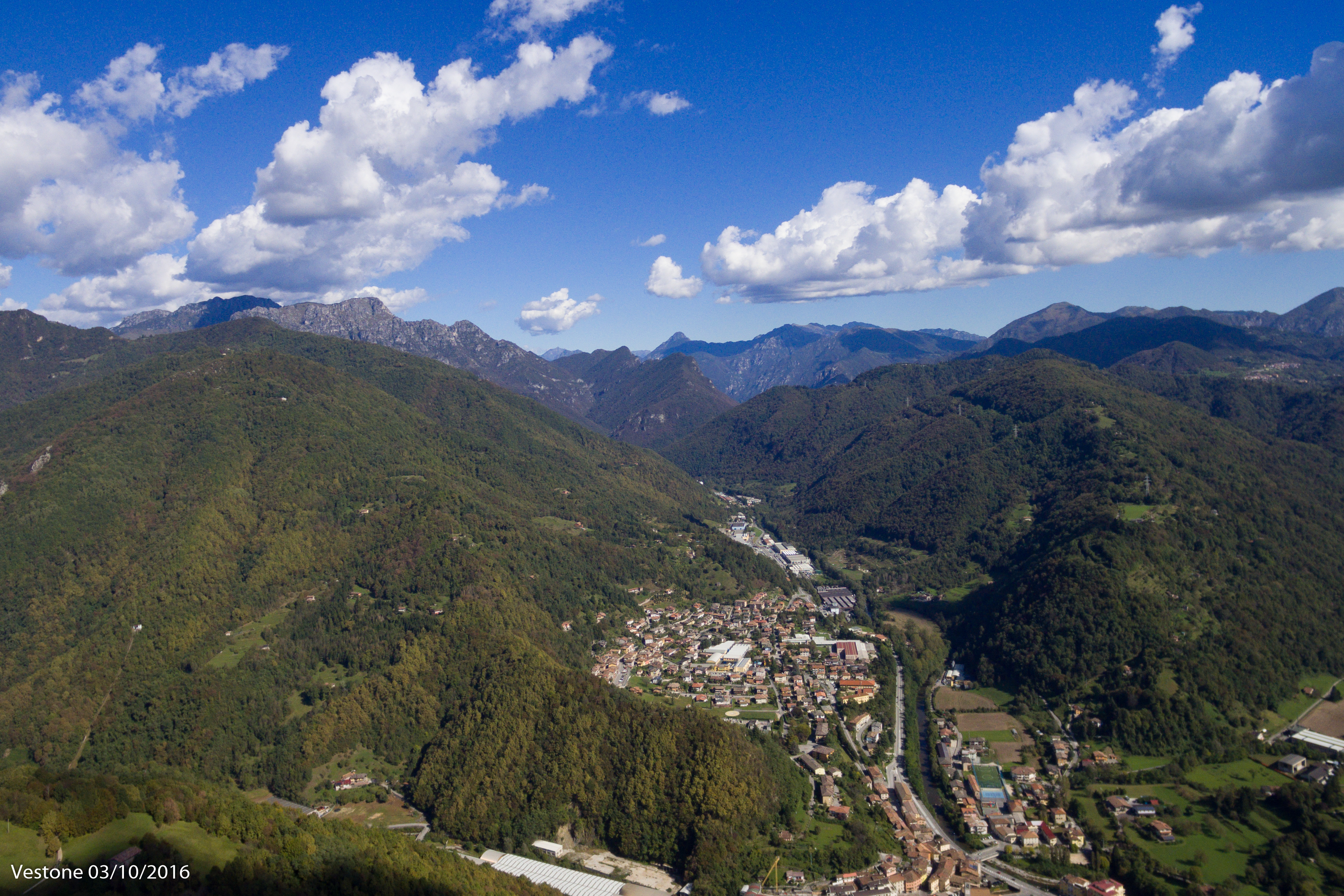
Promo e Capparola direzione Nord - Lago d'Idro

Vestone è suddiviso nei seguenti nuclei urbani: centro storico, Promo, Capparola, Mocenigo e la frazione Nozza.
Il centro storico è stretto nel fondo valle fra le terrazze alluvionali di Promo, Mocenigo, Matarello, il fiume Chiese e i torrenti Degnone e Gorgone. Porta d'ingresso della media e alta Valle Sabbia, Nozza è ubicata alla confluenza del torrente Nozza e il fiume Chiese.
Il comune appartiene alla Comunità Montana della Valle Sabbia e rappresenta il centro geografico della Valle Sabbia.
Secondo la Classificazione sismica il comune appartiene alla "Zona 2" (zona con pericolosità sismica media dove possono verificarsi forti terremoti).

### Clima
Vestone appartiene alla zona climatica "E" (Comuni con gradi-giorno tra 2 101 e 3 000). Il clima è abbastanza ventilato con notevole formazione di brina e rugiada nei mesi invernali e primaverili, caratterizzato da estati calde ed inverni rigidi con sporadiche precipitazioni nevose.
Sul territorio è operativa una stazione semi-urbana Davis VP2, installata dal Centro Meteo Lombardo, che fornisce dati in tempo reale sulla situazione climatica giornaliera.

## Origini del nome
Secondo le tesi avanzate da alcuni storici dell'Ottocento il villaggio-capitale degli Stoni, una delle tre popolazioni euganee secondo lo storico romano Plinio il Vecchio, era Stonos che corrisponderebbe per Federico Odorici e Scipione Maffei all'attuale Vestone. Dal nome del popolo degli Stoni deriverebbe il moderno toponimo Vestone.

## Storia

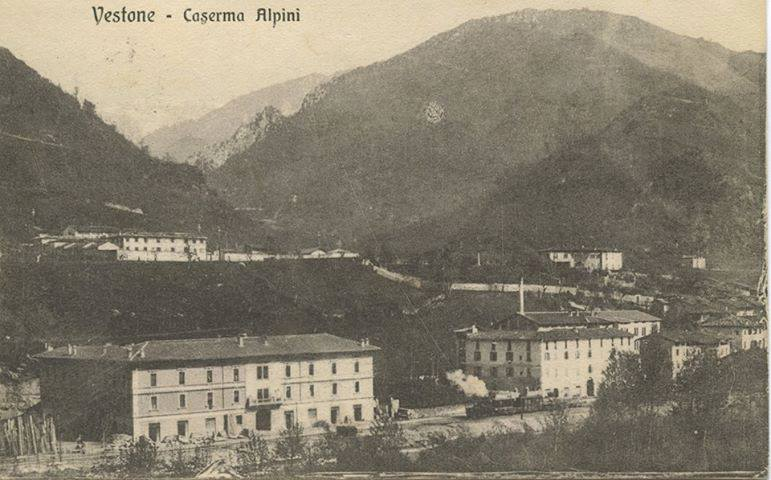
In alto l'ex convento e caserma degli alpini ai primi del '900

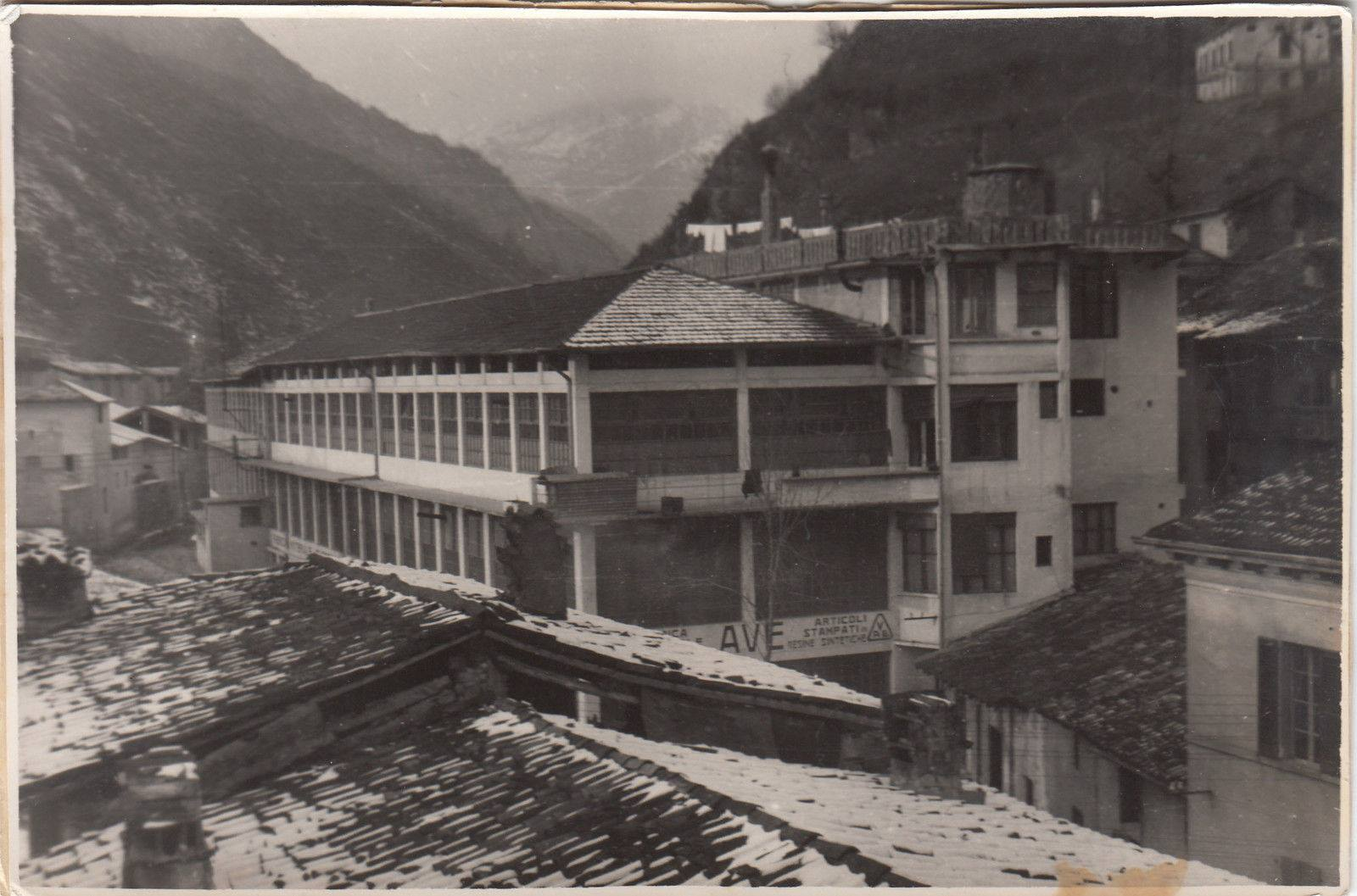
La società AVE, Anonima Vestonese Elettrica

Nella piana di Mocenigo sono state ritrovate lame e raschiatoi di silice, probabile segno di insediamento preistorico.
Si suppone che il nucleo dell'abitato di Vestone fosse, in epoca preromana, occupato dal villaggio-capitale degli Stoni, chiamato appunto Stonos. Nel 118 a.C., durante la campagna di Quinto Marcio Re nella regione, Stonos viene conquistata dai Romani, anche se la zona, così come le sue popolazioni (gli Stoni e i Triumplini) non vennero assoggettate completamente fino al regno di Ottaviano Augusto. Di epoca romana, è la presenza nella frazione di Nozza di un altro insediamento, militare o civile del I secolo a.C..
Nel 1580, secondo la tradizione orale, durante la sua visita apostolica della Valle Sabbia, san Carlo Borromeo chiede di ampliare l'abitato di Promo verso il fondovalle allo scopo di unirlo all'abitato di Vestone. Nella chiesa romanica di San Lorenzo sono ancora conservati affreschi risalenti al 1533.
Il Governo Veneto, nel 1597, concede ai valsabbini l’autonomia, ma già nel 1573 sono pubblicati gli Statuti della Valle e nel 1595 si costruisce la Casa della Valle. Nel XVII secolo Vestone è un paese economicamente importante grazie anche al fondamentale ruolo svolto dai due conventi fondati dai frati Cappuccini; un complesso di edifici, chiesa gentilizia e prato che nel 1615 il dottor Fabio Glisenti dona alla comunità di Vestone perché diventasse centro culturale.
Per tutto il periodo del dominio veneto il feudo viene amministrato dalla casata dei Martinengo.
Nel 1797, a seguito dell'occupazione del bresciano da parte delle truppe dell'Armata d'Italia e l'istituzione della Repubblica Cisalpina, sia Nozza che Vestone rimangono municipalità distinte e fanno parte dapprima del cantone del Mella e l'anno seguente del distretto delle Fucine con il primo paese in qualità di capoluogo. Il 5 maggio 1797 i francesi del generale Chevalier, durante la spedizione punitiva nella Valle Sabbia ribelle ai nuovi ordinamenti scaturiti dalla Rivoluzione francese, bruciano numerose carte e parte della chiesa parrocchiale. La chiesa e il paese vengono depredati di pregevoli opere, di oro, di argento. Nel maggio del 1801 viene incorporato nel distretto di Salò.

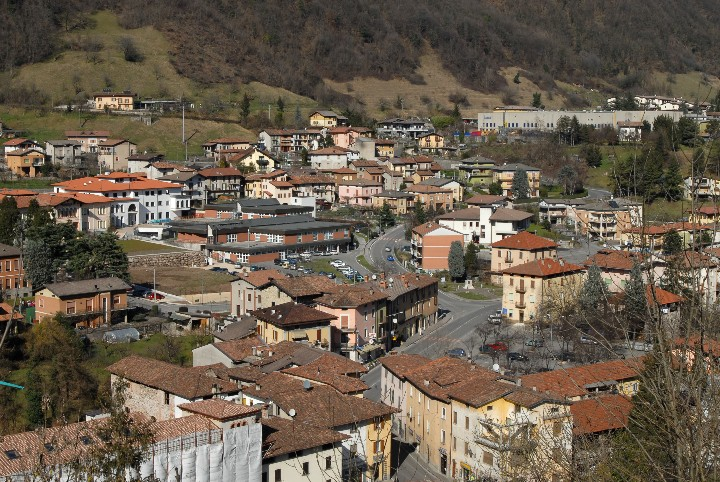
Vista aerea di Nozza

Con l’attivazione dei comuni della provincia di Brescia, in base alla compartimentazione territoriale del Regno Lombardo-Veneto, il Comune di Nozza viene incluso nel distretto XVII di Vestone (notificazione 12 febbraio 1816); confermato nel medesimo distretto in forza del successivo compartimento territoriale delle province lombarde (notificazione 1 luglio 1844). Nel 1853 (notificazione 23 giugno 1853), Nozza, Comune con consiglio comunale senza ufficio proprio e con una popolazione di 476 abitanti, è inserito nel distretto IX di Vestone.
Nel 1872 e 1876 il Ministro Giuseppe Zanardelli visita la Valle, con soste a Vestone. Nel 1887 arriva il primo tram a Vestone. Nel 1889 si insedia una compagnia di alpini, chiamata prima “Rocca d’Anfo” e poi “Battaglione Vestone”, presso l’ex convento trasformato in caserma ed intitolata al garibaldino Giovanni Chiassi. Nel 1897 viene fondata, a Nozza, la “Piccola Banca Valsabbina di San Pietro”. Nel 1898 arriva la luce elettrica e, nello stesso anno, è istituita la “Cassa Cooperativa di Credito Valsabbino”, che nel 1941 diverrà “Banca Cooperativa Valsabbina”. A Vestone, nel 1904 inizia l’attività della ditta AVE, azienda produttrice di materiale elettrico e resine sintetiche; nel 1906, viene costruita la sede della colonia elioterapica cremonese. Tra il 1913 e 1914 si costruisce la Casa di Riposo “Angelo Passerini” a Nozza.
Nel 1928, con regio decreto 3 agosto 1928, n. 1980, il comune di Nozza è soppresso ed il territorio aggregato a Vestone.
Dal 1940 al 1943 il 6º Reggimento alpini impiegò, tra gli altri, anche il battaglione "Vestone" nella seconda guerra mondiale, che combatté con la Divisione Tridentina sul fronte greco-albanese e nella campagna italiana di Russia.
Sergente maggiore del battaglione era lo scrittore vicentino Mario Rigoni Stern che per questo motivo rimarrà molto legato al paese di Vestone.
A Nozza, il pomeriggio del 29 aprile 1945, è terminata in Valsabbia la seconda guerra mondiale con la resa dell'ultima colonna tedesca in ritirata, nella quale c'erano alcuni soldati ancora presenti sul territorio italiano della 16. SS-Freiwilligen-Panzergrenadier-Division "Reichsführer-SS", tristemente nota per aver compiuto pochi mesi prima gli eccidi di Sant'Anna di Stazzema e Marzabotto. I tedeschi si sono arresi ai partigiani della brigata "Giacomo Perlasca", divisione Fiamme Verdi (FFVV) "Tito Speri", per poi venire presi in consegna dalle truppe americane che sono giunte nel frattempo a Nozza.
Nel 1955 viene istituita la prima scuola media valsabbina. Nel 1968 a Vestone è presente la sezione staccata dell’Istituto Tecnico “C. Battisti” di Salò, trasferita ad Idro nell’anno scolastico 1986/87. Nel 1983 viene inaugurato il teatro, ora denominato Auditorium Mario Rigoni Stern, e la Regione Lombardia finanzia la costruzione del poliambulatorio medico di Nozza.
Nel 2003 è inaugurata la scuola elementare, che accorpa i plessi di Nozza e Vestone, nei locali in precedenza occupati dalla colonia elioterapica cremonese.

### Simboli
Stemma
Lo stemma è liberamente adottato ed utilizzato dal Comune.
Gonfalone
Il gonfalone rappresenta la riunificazione degli stemmi di Vestone e di Nozza. Lo stemma di Nozza, comune sino al 1929, riprende quello della famiglia Aldgrehino e corrisponde ad uno scudo con al centro un orso che esce dalla montagna. Tale scudo è appoggiato su uno scudo maggiore, proprio del comune di Vestone, costituito da un'alabarda, una bandiera, una spada e due lance, posto al centro del gonfalone. Gli ornamenti esteriori sono quelli tradizionali per i comuni italiani: sopra lo scudo corona turrita, a destra serto di quercia, a sinistra serto di ulivo, serti che si intrecciano nella parte inferiore. Sotto lo scudo maggiore, un nastro color oro con la dicitura "Vestone" in rosso. Il campo su cui è posto lo scudo maggiore è diviso in tre parti: in alto a destra quadrato color rosso, a sinistra quadrato color verde, la parte sottostante è color argento. Sul retro del gonfalone le immagini dei protettori di Vestone (san Lorenzo) e di Nozza (santo Stefano), con la dicitura "Laurentius-Stefano" e la scritta "PATRONI NOSTRI".

## Monumenti e luoghi di interesse

### Rocca di Nozza

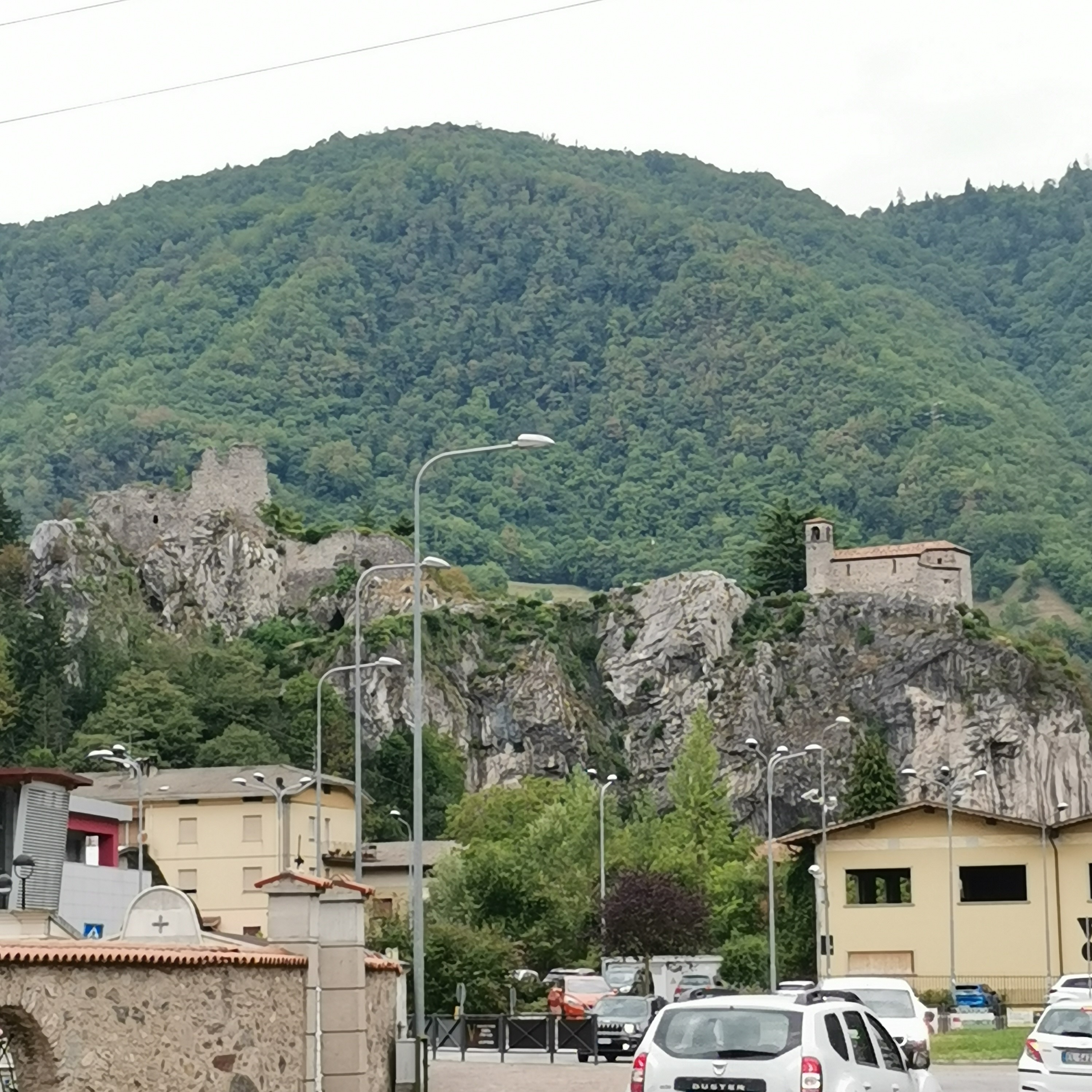
Ruderi della rocca e chiesa di Santo Stefano, Nozza. XII secolo

La Rocca di Nozza fu edificata sopra una formazione rocciosa che crea una strettoia strategica nel passaggio verso sud. Risulta citata per la prima volta nel 1198 durante la lotta che coinvolse Brescia e Bergamo nella disputa dei confini della Costa Volpino (Lago d'Iseo), in qualità di prigione per sessanta nobili bresciani contrari alla pacifica trattativa con i bergamaschi e catturati con abile stratagemma dagli uomini del valsabbino Oberto da Savallo.
Grazie alla presenza della Rocca, si formò sia un polo commerciale di passaggio sia un modesto agglomerato urbano dell'attuale frazione di Nozza, che risulta essere la parte più antica dell'odierno comune di Vestone.
Nel 1362 fu distrutta da Bernabò Visconti e nel 1401 fu ricostruita da Giovanni Linelli da Castiglione e da Simone dell’Orsina, condottieri al servizio dei Visconti.
Il 3 novembre 1401 l'imperatore del Sacro romano Impero, Roberto del Palatinato, concesse ad Alberghino da Fusio il feudo della media Valle Sabbia. Tra il 1410 e il 1425 la rocca è affidata da Pandolfo III Malatesta (a quel tempo signore di Brescia) a Galvano da Nozza per la difesa della valle dai Visconti di Milano. Nel 1427 la valle giurò fedeltà alla Repubblica di Venezia e, quando verso la fine del XV secolo, Venezia iniziò la costruzione della Rocca d’Anfo, la Rocca di Nozza perdette definitivamente il suo ruolo di baluardo della valle.
La rupe incombente della Rocca di Nozza è resa più gentile dalla chiesetta di S. Stefano protomartire, costruita probabilmente per i castellani e la guarnigione della Rocca nel XIII secolo. Insieme alla vicina cappella dedicata a S. Quirico rientrava nella giurisdizione della Pieve di S. Maria di Provaglio Val Sabbia.
Citata per la prima volta in un documento dell’archivio vaticano del 1334-1335, oltre che nel 1410 come “Santo Stefano de Noxa”, la chiesetta ha tutte le caratteristiche delle costruzioni romanico – gotiche sparse per le campagne e per le montagne.
Orientata verso est, presenta un impianto a capanna, anticipata da un sagrato lasciato a verde. La facciata presenta delle aperture pressoché centrali, tra cui un portale ed una piccola finestrella quadrangolare sul lato sinistro, mentre nella parte alta vi è un piccolo rosone; a coronamento termina con una copertura due spioventi. l’interno è ad aula unica, con copertura a due falde in legno sorretta da archi in muratura in pietra, uniformemente decorata alle pareti. Presenta inoltre dei pregevoli affreschi sul lato destro, risalenti al XV-XVI secolo. Il presbiterio è rialzato e quadrangolare, ha copertura a vela, e termina in un fondale absidale piano affrescato.

### Monumenti

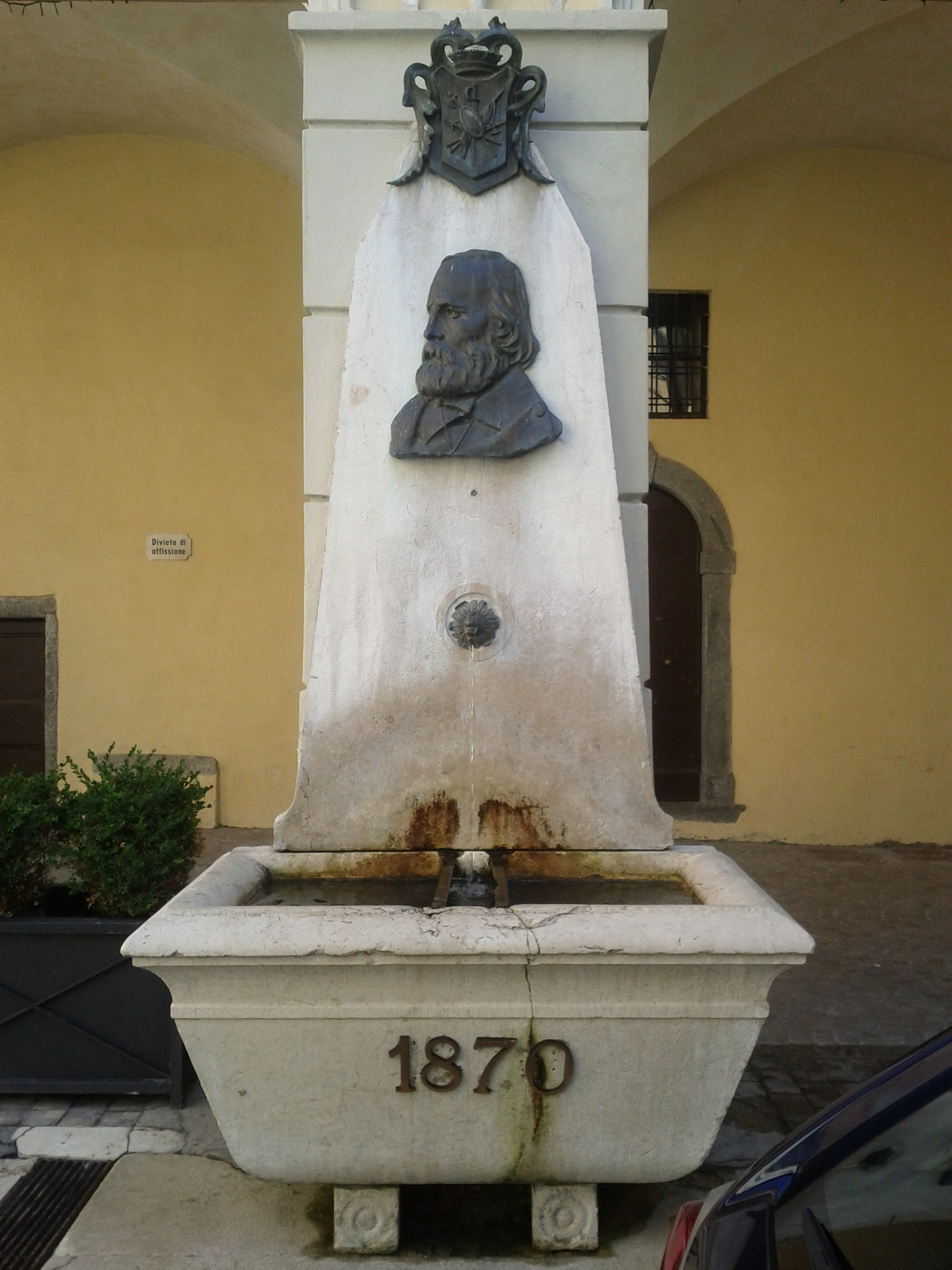
Fontana in Piazza Garibaldi. a.d. 1870
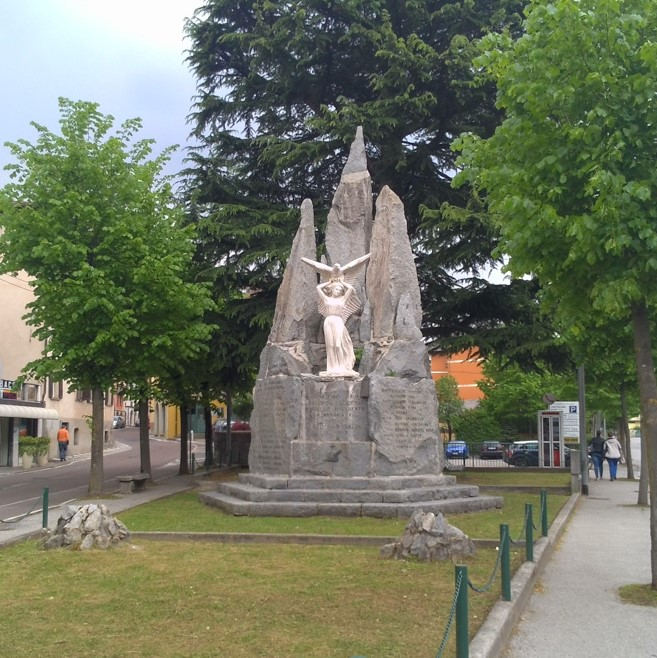
Monumento ai battaglioni alpini Vestone, Val Chiese, Monte Suello e Monte Cavento. a.d. 1963
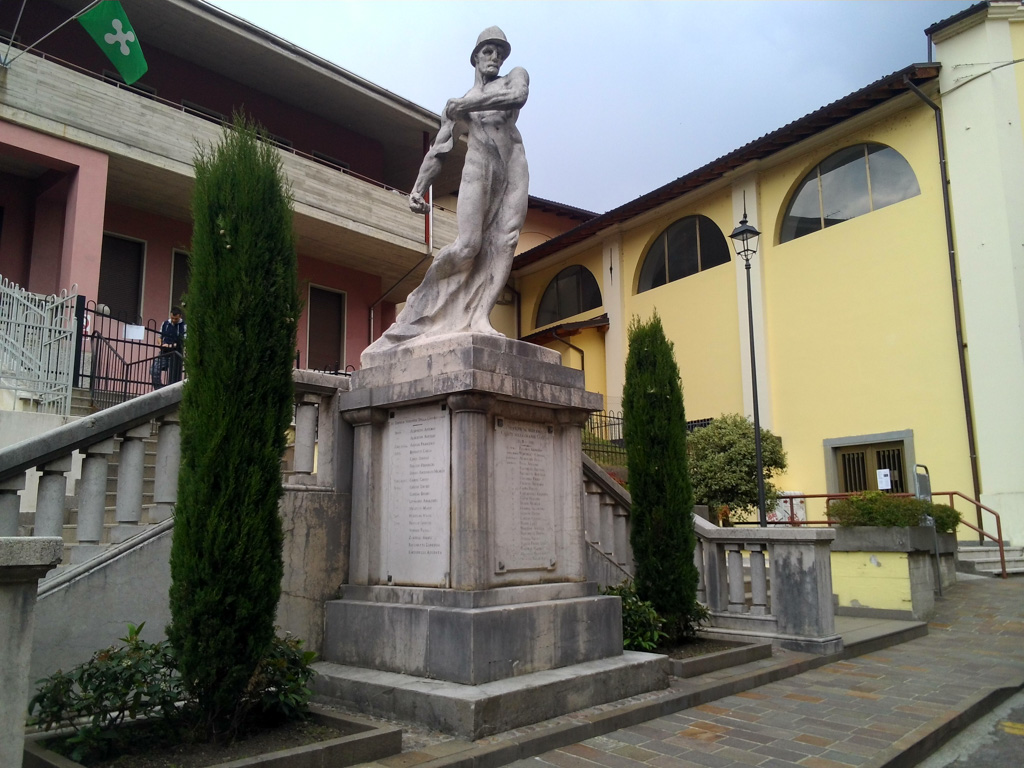
Monumento ai caduti di Vestone nella prima e seconda guerra mondiale
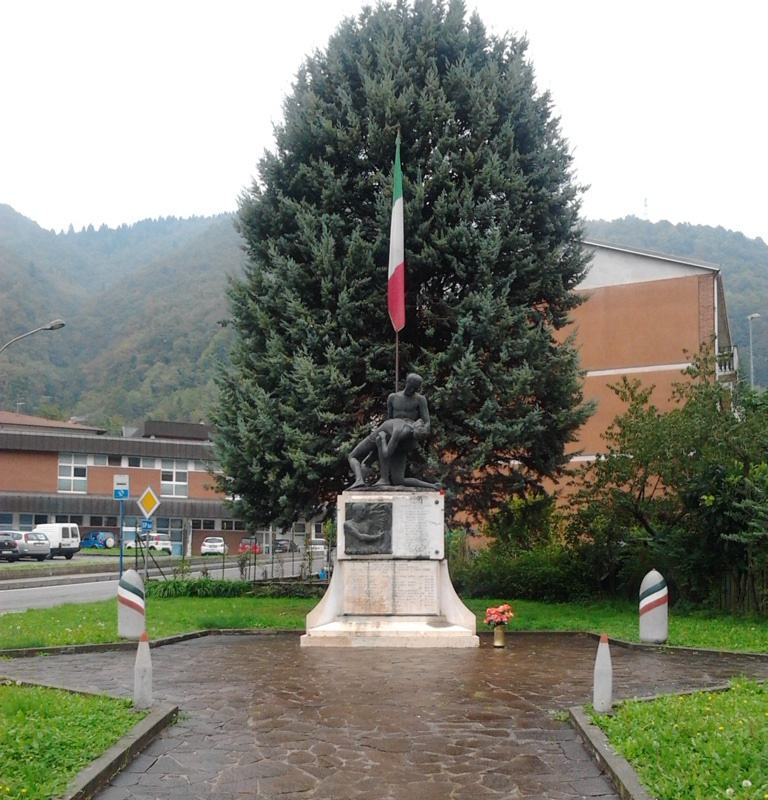
Monumento in ricordo dei caduti di Nozza

### Architetture

#### Architetture religiose

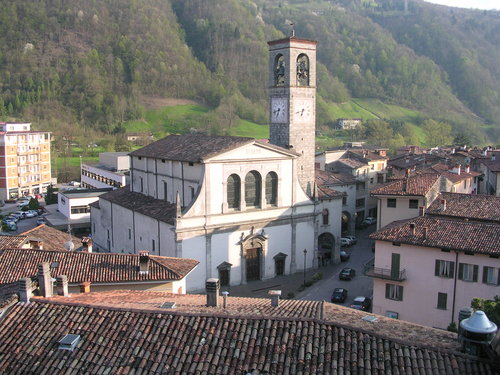
Chiesa parrocchiale della Visitazione di Maria, Vestone
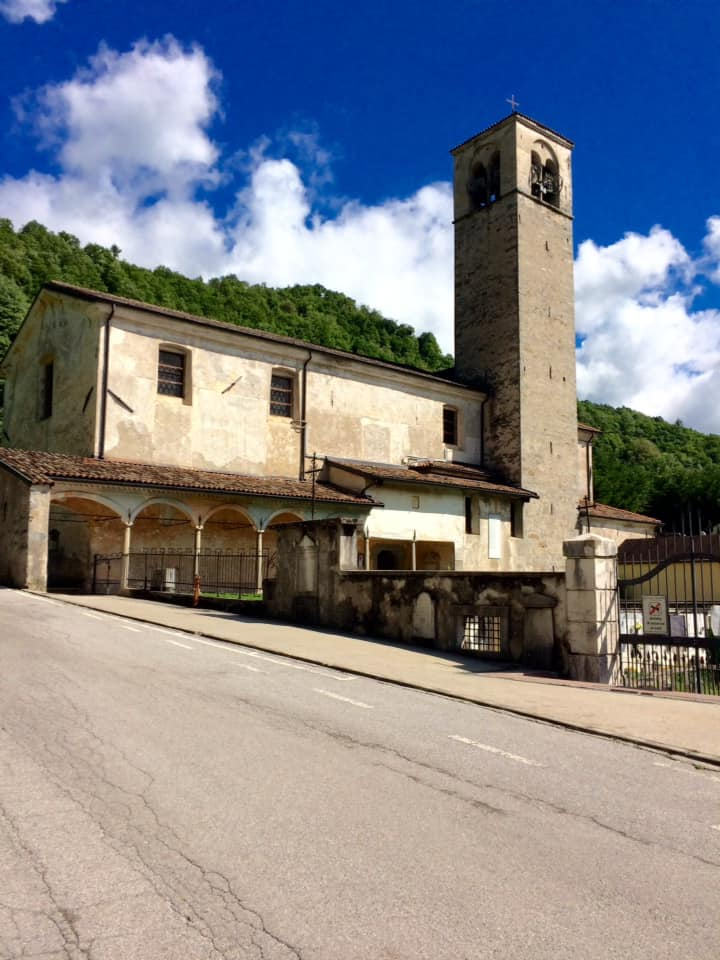
Chiesa di San Lorenzo, Promo. XIV secolo
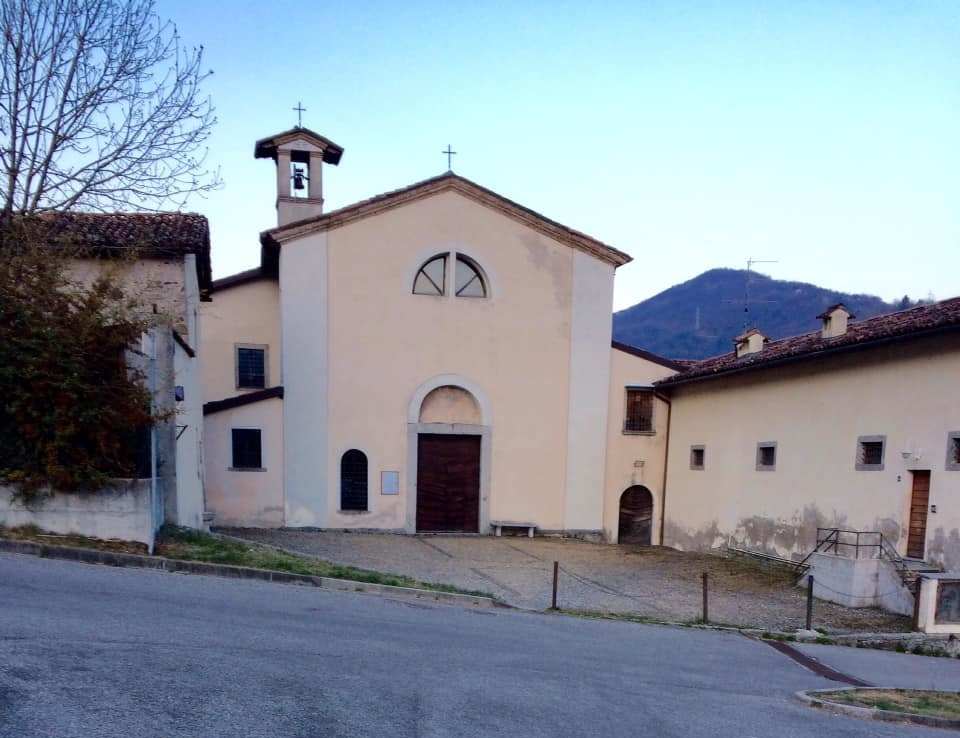
Chiesa di San Francesco e Sant'Antonio facenti parte del complesso conventuale, Mocenigo. XVI secolo

#### Architetture civili

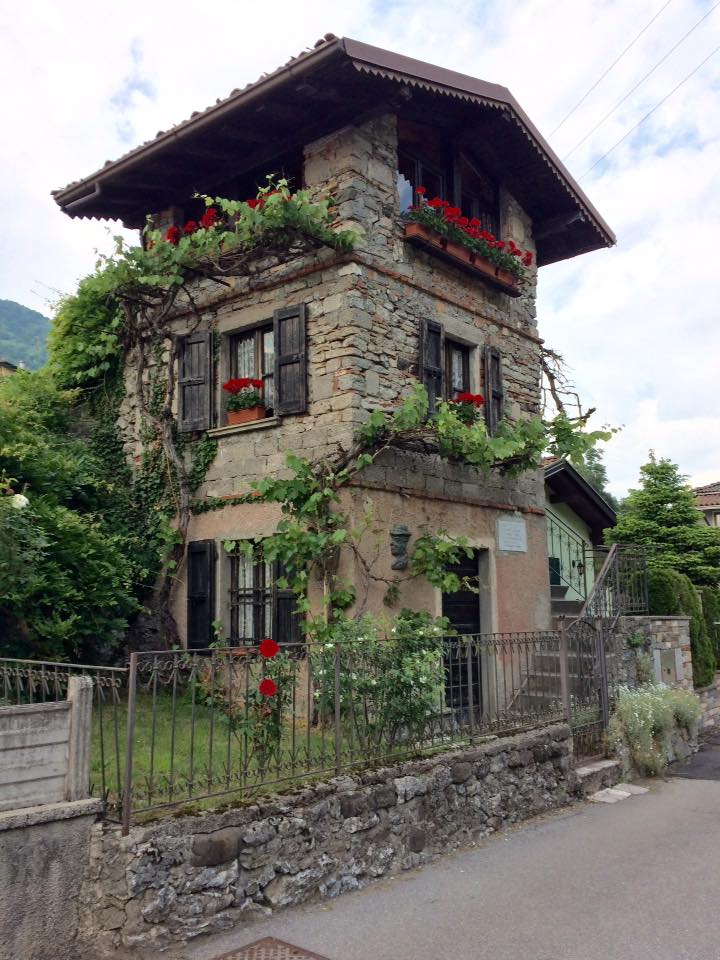
Casa del pittore Edoardo Togni
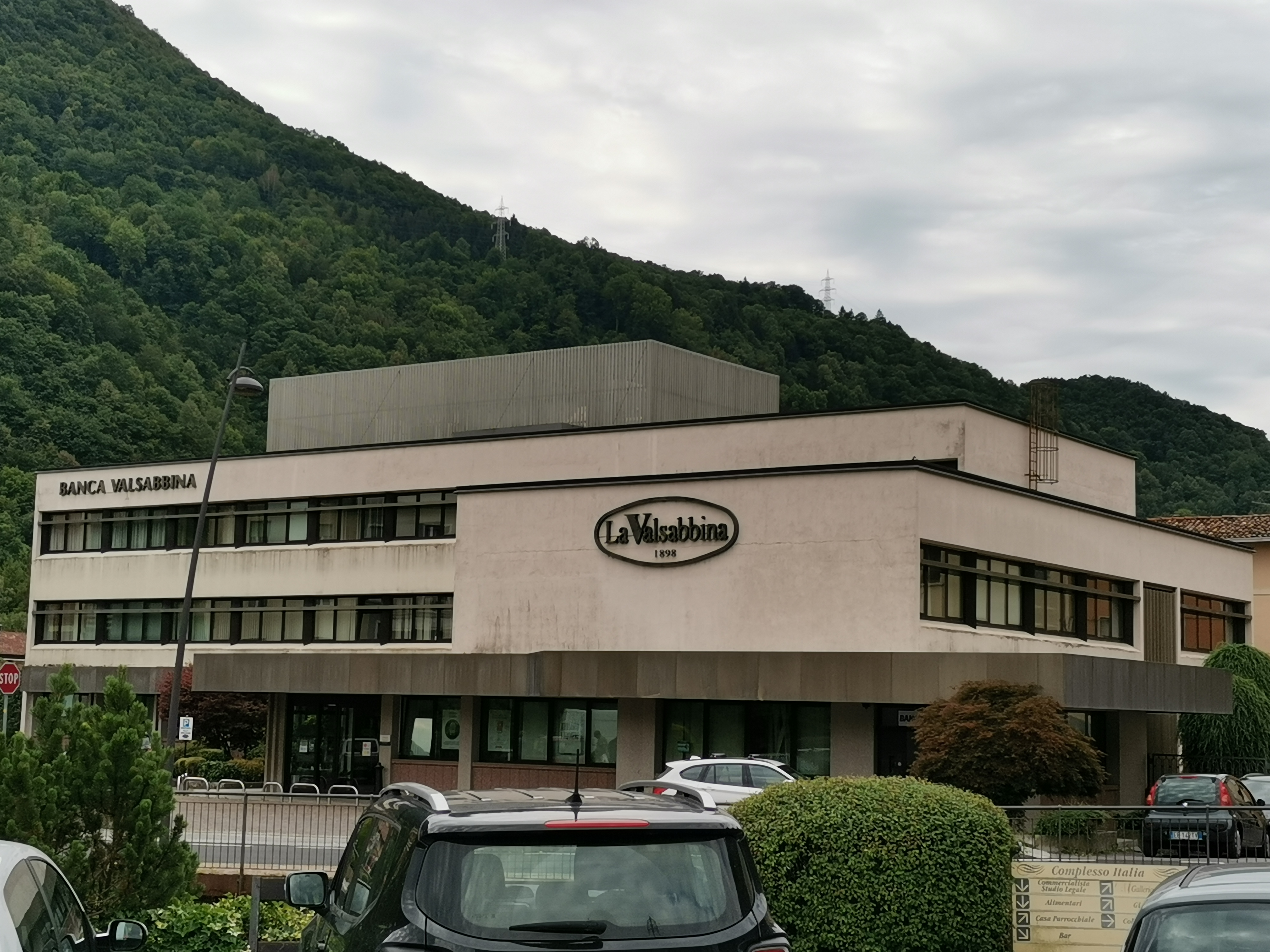
Prima sede della Banca Valsabbina fondata nel 1898

## Società

### Evoluzione demografica
Abitanti censiti

### Etnie e minoranze straniere
Secondo i dati ISTAT al 31 dicembre 2021 gli stranieri residenti nel Comune sono 520, pari al 12,44% della popolazione residente. Le nazionalità più numerose sono:
- Marocco 208 (4,97%)
- Albania 78 (1,87%)
- Romania 43 (1,03%)
- Burkina Faso 36 (0,86%)
- Senegal 35 (0,84%)
- Ucraina 22 (0,53%)
- Brasile 15 (0,36%)
- Pakistan 15 (0,36%)
- Egitto 13 (0,31%)

## Cultura

### Istruzione
Il Museo del lavoro di Vestone è nato nell’anno 2000 grazie all’attività di un gruppo di appassionati raccoglitori di testimonianze legate all’economia della Valle Sabbia, con uno spiccato interesse per i prodotti dell'artigianato e dell'industria; dal 2008 la sede del museo è situata a Mocenigo nei locali dell'ex convento. Il museo espone fotografie, cataloghi storici che contribuiscono alla conoscenza dell’economia del territorio e testimonianze recenti del lavoro in valle, in particolare oggetti e strumenti legati alla produzione dei metalli non ferrosi, oltre che le testimonianze salvate della dismissione di varie industrie valsabbine, in particolare una serie di imponenti macchinari per la lavorazione della plastica o per la rifinitura di pezzi metallici, nonché dalla presenza di oggetti finiti e numerosi strumenti.
Il museo è diviso in diverse sezioni: sezione contadina, sezione dei componenti elettrici, sezione dedicata alla lavorazione delle striglie, sezione dedicata alla lavorazione artigianale delle ruote dei carri e carretti, sezione dedicata alla tessitura, sezione di meccanica, sezione tecnologia del legno.
Nel centro storico del paese è presente un complesso di edifici contigui: l'auditorium con le funzioni di teatro e cinema, la biblioteca comunale e la scuola dell'infanzia.
La Biblioteca "Ugo Vaglia" fa parte del Sistema Bibliotecario Nord Est Bresciano, istituito nel 2002 e gestito dalla Comunità Montana della Valle Sabbia, comprendente 43 comuni situati nelle aree di Valle Sabbia, Alto Garda Bresciano e Valtenesi che collaborano tra di loro per il prestito interbibliotecario.
Sono presenti vari edifici scolastici, due scuole dell'infanzia dislocate a Vestone e Nozza e la sede principale dell'Istituto Comprensivo Statale "I.C. Vestone", che si estende nei comuni di Casto, Lavenone, Mura, Pertica Alta, Pertica Bassa e per l'appunto Vestone. Esso è composto da quattordici plessi, nella fattispecie a Vestone sono presenti la Scuola primaria "Collodi" e la Scuola secondaria di primo grado "Fabio Glisenti".

### Arte
Vestone è stata la patria di Edoardo Togni e di Ottorino Garosio, due grandi artisti le cui opere costituiscono testimonianze di primo piano nell'ambito della pittura bresciana del XX secolo.
Edoardo Togni (Brescia 1884 - Vestone 1962) frequenta giovanissimo a Milano lo studio di Gaetano Previati e per otto anni, saltuariamente, l'Accademia Carrara di Bergamo prima di trasferirsi a Belprato. I primi dipinti vengono esposti all’inizio degli anni dieci; la sua carriera durante la grande guerra si interrompe, confinandolo per mesi in ospedale a causa delle ferite subìte sul Monte Sabotino, per poi riprendere alla fine del conflitto. Rientrato a Belprato, ricomincia a dipingere e ad esporre a Brescia i suoi paesaggi montani della Valle Sabbia, acquisendo un notevole successo nell’area lombarda. Nel 1960 una paralisi immobilizza parte del suo corpo; poco dopo deve smettere di dipingere. Caratteristica principale dei suoi dipinti sono le pennellate dure e materiche. Dopo una breve esperienza negli ambienti del gruppo bresciano della Scapigliatura, è uno dei più rappresentativi esponenti del Divisionismo italiano di cui sarà anche teorico.
Ottorino Garosio (Vestone 1904 - Gavardo 1980) nel 1919 diventa garzone del pittore Antonio Simeoni col quale lavora a Riva del Garda mentre si dedica con intenso impegno alla pittura. Ritiratosi nel 1925 a Vestone, incontra Edoardo Togni, col quale dipinge paesaggi; dipinge per istinto, da autodidatta. Nel 1927 si trasferisce a Milano per poi vagabondare per valli e località turistiche del Trentino ed in Valsabbia. Tornato a Vestone nel 1930 oltre che continuare a dipingere quadri fa l'imbianchino, il pittore di insegne, lo scenografo, suonando la chitarra nelle osterie. Le sue opere si trovano esposte alla Galleria d'Arte moderna di Brescia ed in molte collezioni private d'Italia, Austria, America, Olanda e in altri paesi d'Europa. Innumerevoli i suoi quadri, dal paesaggio ai contadini della Valsabbia e delle Pertiche, ai boscaioli di Capovalle, alle lavandaie di Idro. Dipinse inoltre, a ricordo degli alpini del "Battaglione Vestone", la Madonna degli Alpini esposta nella chiesa parrocchiale di Vestone.

### Teatro e cinema
Il cinema di Vestone è stato inaugurato negli anni trenta con la denominazione "Cinema Lux". Negli anni sessanta il cinema è stato gestito dalla signora Barbara Gussago, conosciuta da tutti i valsabbini con l'affettuoso nome di "Loli", premiata con la medaglia d'oro dal Ministero dello Spettacolo per essere stata tra le prime a gestire un cinema nel bresciano. Nel corso dei decenni successivi è stato gestito dai nipoti, proponendo spettacoli cinematografici alternati a concerti musicali, tra cui quello di Franco Battiato a metà anni settanta.
Ad inizio anni novanta la nuova sede del cinema è trasferita all'auditorium comunale, che dal 2009 è intitolato a Mario Rigoni Stern, sempre gestita da privati ma in spazi pubblici. La sala vestonese rimane ad essere l'unica in alta valle non legata al circuito parrocchiale.
L'auditorium "Mario Rigoni Stern" è sede del teatro e della sala cinematografica; l'edificio è disposto su due piani su cui si sviluppano i 250 posti a sedere.

### Musica
La costituzione della banda musicale cittadina risale al 1858 dove nei documenti viene citata come "Filarmonica vestonese" ma solo nel 1887 l'associazione prende il nome di "Corpo musicale di Vestone", fino allo scioglimento avvenuto nel 1951 anche a causa delle ripetute interruzioni avvenute durante i due conflitti mondiali.
Nel 1994 viene rifondato il Corpo musicale "Renzo Betta", un’associazione costituita da circa 40 musicisti per la maggior parte di età compresa tra i 10 e i 30 anni, il cui esordio avviene il 1º gennaio del 1995 all’Auditorium "Mario Rigoni Stern" suonando tre marce alla popolazione.
Nel corso degli anni novanta, sull'onda del fermento grunge sviluppato negli U.S.A., la Valle Sabbia vive un momento di particolare fertilità artistica con Vestone capitale di una scena musicale tanto creativa da essere definita come "la piccola Seattle".

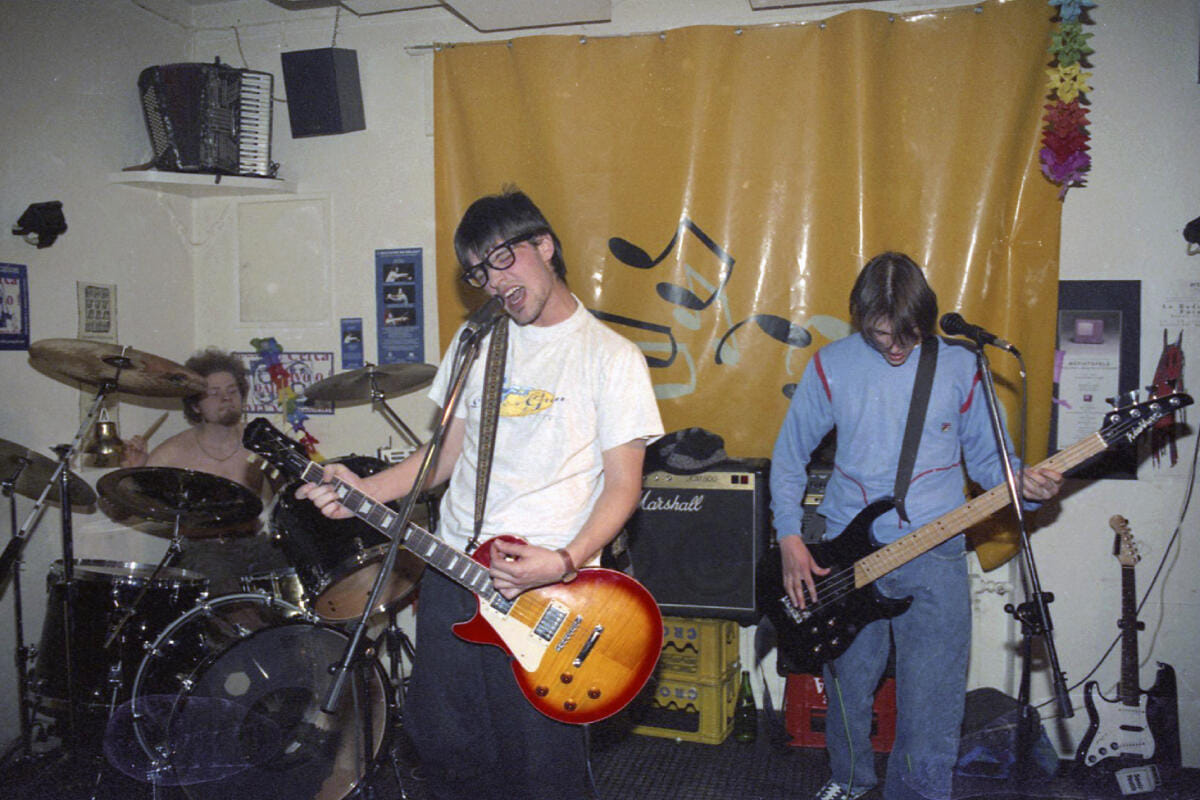
I Bambini dell'Asilo

Tra i vari gruppi nati in quel periodo sono da menzionare i Bambini dell'Asilo, una delle più promettenti realtà musicali dell'ambiente indie italiano dell'epoca e punto di riferimento della scena bresciana. Il gruppo è composto da tre ragazzi ventenni, Pablo Bacchetti chitarra e voce, Roberto "Billi" Rassega al basso, ai quali si aggiunge alla batteria Ernesto Folli (fratello dell'attrice Marianna Folli). Il nome è stato scelto ispirandosi al brano Asilo "Republic" di Vasco Rossi ed in particolare alla frase «i bambini dell'asilo stanno facendo casino».
Nascono così i BDA e i tre ragazzi portano i loro pezzi per la prima volta in un live all'Auditorium di Vestone nel settembre del 1994; seguiranno anche altri concerti, tra i quali da ricordare quello all'Alta Quota di Carpenedolo e la loro ultima esibizione dal vivo allo Xinemà di Cellatica. Dopo un demo preparato tra lo studio di registrazione e la cascina di Ernesto in località Avie, nel 1997 iniziano a registrare il loro primo album con il fonico e produttore Carlo Dall'Asta e Dade Mahony.
Il gruppo rimane attivo fino alla prematura morte del frontman Pablo, scomparso nel settembre del 1998 a soli 23 anni. Per ricordarli a 25 anni di distanza dal tragico evento si è tenuto un concerto tributo alla Latteria Molloy di Brescia, con 23 formazioni che si sono alternate sul palco a ricantare altrettante canzoni della band valsabbina.

## Infrastrutture e trasporti

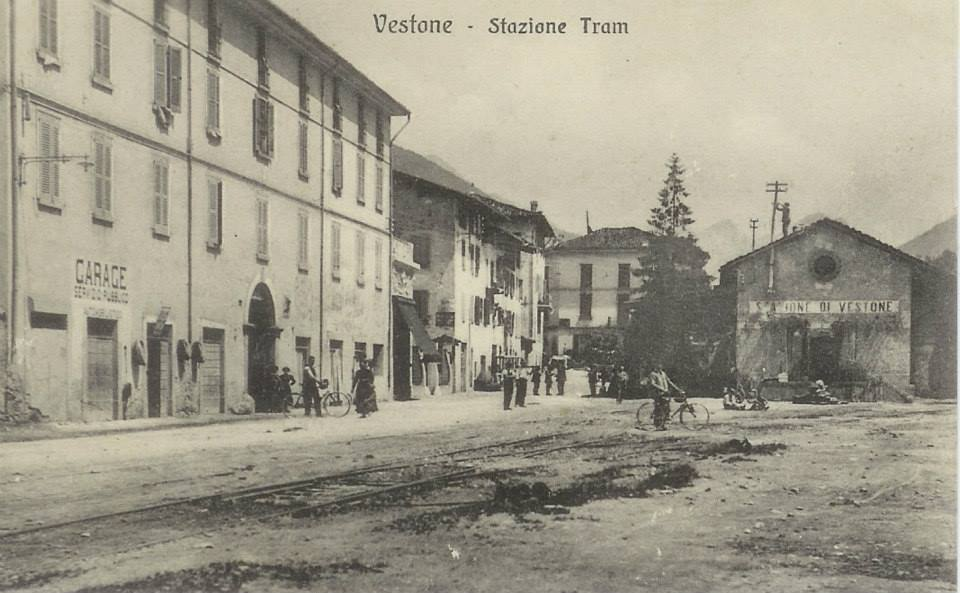
Stazione del tram agli inizi del XX secolo

Il territorio comunale è attraversato dall'ex strada statale del Caffaro (da Brescia alle Sarche di Madruzzo), dal 2001 gestita dalla provincia di Brescia e da questa numerata come strada provinciale BS 237. Dall'abitato principale si distaccano due provinciali: la SP 55, che collega il paese a Forno d'Ono, e la SP 56, che invece si dirige a Treviso Bresciano. Dalla frazione Nozza si diramano altre due provinciali: la SP 3 diretta a Brozzo di Marcheno e la SP 50 diretta a Tavernole sul Mella.
Nel comune ha sede una stazione di interscambio ed è servito dalla sottorete provinciale dei servizi automobilistici interurbani denominata "Brescia Nord" la quale è gestita dal consorzio Trasporti Brescia Nord.
Tra il 1886 e il 1932, Vestone ospitò inoltre una stazione della tranvia proveniente da Tormini, la cui tratta finale da qui fino a Idro era stata costruita durante la prima guerra mondiale per esigenze belliche.

## Amministrazione

### Dall'Unità d'Italia al secondo dopoguerra
| Periodo | Periodo     | Primo cittadino    | Partito | Carica                  | Note                                       |
| ------- | ----------- | ------------------ | ------- | ----------------------- | ------------------------------------------ |
| 1860    |             | Giuseppe Venturini |         | Sindaco                 | non entrato in carica per motivi di salute |
| 1860    | 1869        | Antonio Cominotti  |         | Sindaco                 |                                            |
| 1869    | 1885        | Giuseppe Moneta    |         | Sindaco                 |                                            |
| 1885    | 1886        | Pietro Rizzardi    |         | Sindaco                 | facente funzione                           |
| 1886    | 1887        | Mario Pialorsi     |         | Sindaco                 |                                            |
| 1887    | 1895        | Pietro Riccobelli  |         | Sindaco                 |                                            |
| 1896    | 1899        | Mario Pialorsi     |         | Sindaco                 |                                            |
| 1899    | 1910        | Pietro Riccobelli  |         | Sindaco                 |                                            |
| 1910    | 1928        | Angelo Dossena     |         | Sindaco                 |                                            |
| 1928    | 1928        | Giovanni Bormioli  |         | Commissario prefettizio |                                            |
| 1929    | 1934        | Giacomo Scalmana   |         | Podestà                 |                                            |
| 1934    | 1940        | Federico Pialorsi  |         | Podestà                 |                                            |
| 1940    | 1941        | Casimiro Bonomi    |         | Commissario prefettizio |                                            |
| 1941    | 1941        | Luigi Ferrara      |         | Commissario prefettizio |                                            |
| 1941    | 1941        | Alfredo Austria    |         | Commissario prefettizio |                                            |
| 1942    | 1944        | Arnaldo Passerini  |         | Commissario prefettizio |                                            |
| 1944    | aprile 1945 | Giovanni Morucci   |         | Commissario prefettizio |                                            |

### Dal secondo dopoguerra ad oggi
| Periodo        | Periodo        | Primo cittadino         | Partito                                    | Carica                  | Note               |
| -------------- | -------------- | ----------------------- | ------------------------------------------ | ----------------------- | ------------------ |
| maggio 1945    | maggio 1945    | Luigi Toccabelli        |                                            | Commissario prefettizio |                    |
| giugno 1945    | 1946           | Valentino Monchieri     |                                            | Commissario prefettizio |                    |
| 1946           | 1947           | Paolo De Cillà          |                                            | Sindaco                 |                    |
| 1947           | 1951           | Giacomo Besuzio         |                                            | Sindaco                 |                    |
| 1951           | 1951           | Zita Toccabelli         |                                            | Sindaco                 | per un solo giorno |
| 1951           | 1962           | Palmiro Ferremi         |                                            | Sindaco                 |                    |
| 1962           | 1964           | Ugo Vaglia              |                                            | Sindaco                 |                    |
| 1964           | 1975           | Francesco Begliutti     |                                            | Sindaco                 |                    |
| 1975           | 1982           | Renato Ghidinelli       |                                            | Sindaco                 |                    |
| 1982           | 1985           | Luigi Bruno Bianchi     |                                            | Sindaco                 |                    |
| 1985           | 24 maggio 1990 | Renato Ghidinelli       |                                            | Sindaco                 |                    |
| 24 maggio 1990 | 14 giugno 2004 | Luigi Bruno Bianchi     | PSI poi lista civica                       | Sindaco                 |                    |
| 14 giugno 2004 | 8 giugno 2009  | Emanuele Corli          | Lega Nord                                  | Sindaco                 |                    |
| 8 giugno 2009  | 27 maggio 2019 | Giovanni Zambelli       | Lega Nord poi lista civica "Vestoneattiva" | Sindaco                 |                    |
| 27 maggio 2019 | 10 giugno 2024 | Roberto Giuseppe Facchi | lista civica "Vestoneattiva"               | Sindaco                 |                    |
| 10 giugno 2024 | in carica      | Renato Verdelli         | lista civica "La nuova Vestone"            | Sindaco                 |                    |

## Sport

### Alpinismo
L'alpinista Roberto Manni, originario di Nozza, ha affrontato le montagne del Perù, della Patagonia e dell’Himalaya, conquistando anche la cima del monte Everest nel maggio del 2008 salendo senza ossigeno fino al Balcone, circa 8 500 metri di quota. Fra le vette conquistate vi sono anche il Cho Oyu nel 2005, il Lhotse ed il Broad Peak nel 2007; sullo Shisha Pangma nel 2006 ha dovuto invece interrompere la salita a poco meno di 100 metri dalla vetta, respinto dal vento. Nel 1995 assieme ad Ermanno Salvaterra compie un tentativo invernale lungo il versante meridionale del Cerro Torre, aprendo la Via Infinito Sud; restano in parete 24 giorni consecutivi e giungono in cima ma non riescono a salire in vetta per le condizioni del ghiaccio del fungo sommitale.
Nel luglio del 2008 prende parte all'ascesa del K2 insieme a Marco Confortola ma rinuncia all’assalto della vetta per una indisposizione. Il 1º agosto di quello che passerà alla storia come il "disastro del K2" avviene il crollo di un seracco sul Collo di bottiglia che porterà nelle ore successive alla morte di undici alpinisti. Roberto Manni contribuirà a gestire i soccorsi al Campo base. Nel maggio del 2022 ritorna sull'Himalaya con Silvio Mondinelli per scalare il Makalu ma a causa di inesattezze connesse alle previsioni meteo manca la cima, arrivando comunque a 8.300 metri senza il supporto di sherpa e l'ausilio di ossigeno.

### Atletica leggera

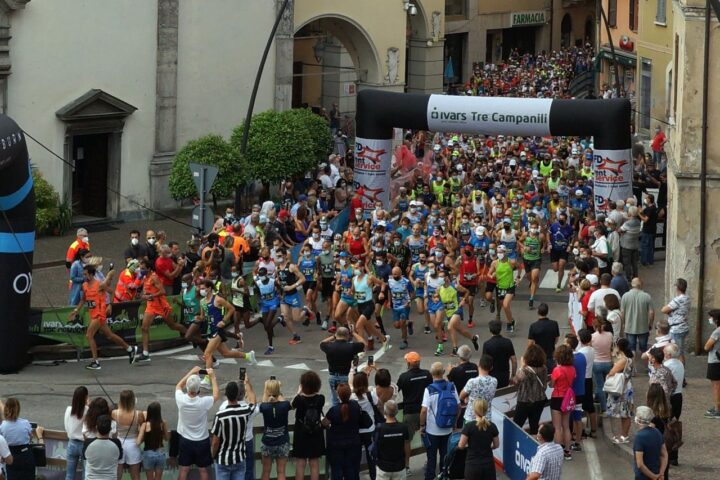
Partenza della Tre campanili 2022

Ogni anno ad inizio luglio si disputa la Tre campanili half marathon, mezza maratona di corsa in montagna organizzata da A.S.D. Libertas Vallesabbia con il patrocinio del Comune di Vestone e del patronato di Regione Lombardia. I "tre campanili", che danno il nome della manifestazione, sono quelli delle chiese delle tre località attraversate dai concorrenti lungo il percorso: Vestone, Pertica Bassa e Pertica Alta.
La competizione nata nel 2007, a cui partecipano anche atleti ed atlete internazionali, è un evento sportivo in continua crescita e fa parte del circuito FIDAL nazionale. Nell’albo d’oro dei vincitori troviamo molti atleti di origine africana, come kenyani ed eritrei, oltre alla partecipazione di atleti nazionali di rilievo come Giorgio Calcaterra e Alessandro Rambaldini, campione del mondo di corsa in montagna lunghe distanze 2016 e 2018.
La partenza e l'arrivo sono in Piazza Garibaldi a Vestone, il percorso misto di 21,97 km si svolge tra salite e discese, terre bianche, tratti asfaltati, sentieri sterrati e mulattiere, con un dislivello di oltre 900 metri. La prima parte è su asfalto in leggera salita, poi l'ascesa aumenta alternando asfalto e sterrato tra salita e discesa, fino alla parte finale con discesa selettiva molto tecnica su strada stretta in cemento.
Sulla medesima tratta è inoltre possibile correre la "non competitiva", per tutti gli amatori che desiderano mettersi in gioco e la "Family Run", su un percorso di 5 km adatto a tutti.
Al primo vestonese giunto al traguardo viene consegnato il Trofeo Memorial Michele Cargnoni, dedicato al capitano pilota del 15º Stormo dell’Aeronautica Militare, deceduto tragicamente a 30 anni durante un volo di addestramento in elicottero in Francia, nell’ottobre del 2008.
La Tre campanili half marathon è anche considerata un test agonistico, sia sotto l'aspetto organico che muscolare, per i maratoneti in preparazione delle gare autunnali.

### Calcio
Nel 1980 viene fondata la squadra di calcio dell’oratorio con la denominazione di ASCO Vestone, parteciperà negli anni seguenti ai campionati regionali organizzati dal C.S.I.
Nel 1988 l'imprenditore vestonese Aldo Ebenestelli fonda l'A.C. Vestone, squadra di calcio a 11 giocatori iscritta al campionato F.I.G.C. che, dopo aver militato alcuni anni nelle categorie inferiori, nel 1995 vince il campionato accedendo alla Promozione Lombarda. Nel 1997 l’A.C. Vestone è costretta ad abbandonare l'angusto terreno del paese in località Mocenigo, non più regolamentare per disputare le partite in Promozione, e a trasferirsi per le partite casalinghe sul campo sportivo di Odolo; a seguito di fusione societaria la squadra cambia nome in F.C. Valsabbia con Ivan Guerra come allenatore. In seguito verrà conquistata la promozione nel campionato di Eccellenza Lombarda.
Nell’estate del 2001 il F.C. Valsabbia si fonde con l’A.C. Salò Benaco, dando origine all’A.C. Salò Valsabbia, squadra iscritta nel girone C di Eccellenza con alla presidenza sempre Aldo Ebenestelli, Eugenio Olli general manager, Roberto Cucchi direttore sportivo ed in panchina Gigi Zerbio. Gioca sul campo "Lino Turina" di Salò con una tribuna omologata per 1.600 spettatori. In conseguenza di ciò il paese valsabbino ospita una nuova compagine denominata Vestone, acquisendo dall'ormai disciolto F.C. Valsabbia il diritto a partecipare al campionato di Eccellenza 2001/02. Al termine di quella stessa stagione il Vestone cede il titolo sportivo al Chiari mediante fusione.
Il campo sportivo di Mocenigo torna ad essere utilizzato a partire dall'anno 2007 quando diviene sede delle partite casalinghe disputate dalla Pol. Savallese Vestone, militante nel campionato di Terza categoria Lombarda; ci giocheranno in seguito anche l'ASCO Vestone Open 11, partecipante al campionato C.S.I. di categoria e dall'anno 2014 l'ASD Calcio Alta Valsabbia, scuola calcio che coinvolge giocatori dai 5 ai 17 anni.

### Ciclismo
Il comune è stato scelto come sede di partenza della ventunesima ed ultima tappa del Giro d'Italia 2007 (Vestone - Milano di 185 km).

### Motori
Vestone si trova in una valle dove le corse di rally sono molto popolari e sono seguite calorosamente dal pubblico. Il Rally 1000 Miglia, competizione automobilistica con tappe e decine di prove speciali tracciate tra la Val Trompia e la Valle Sabbia, transita annualmente sulle sue strade con Vestone sede del parco assistenza e tappa di partenza di alcune delle prove più tecniche e impegnative. Le prove speciali hanno inizio dall'uscita a monte dell'abitato di Nozza verso Pertica Alta, dal centro in direzione Pertica Bassa o salendo verso Treviso Bresciano per raggiungere il Passo Fobbia; tali p.s. sono la storia di questa gara insieme a quelle di Irma e Moerna.
Competizione molto importante nel panorama rallistico nazionale, tra i piloti che hanno trionfato ci sono i vestonesi Lorenzo "Cobra" Colbrelli (campione nel 1992 alla guida di una Lancia Delta Integrale) e Stefano Albertini con all'attivo quattro vittorie conseguite nel 2017, 2018, 2021 e 2023.
Nel motociclismo Eros Melzani, cresciuto a Promo, alla guida di una supermotard ha vinto la Coppa Italia Supermoto nel 2006 e nel 2010.